# Herbert J. Yates
Pour les articles homonymes, voir Yates.
Herbert John Yates, né le 24 aout 1880 à Brooklyn et mort le 3 février 1966 dans le quartier de Sherman Oaks à Los Angeles en Californie, est le fondateur et président de Republic Pictures ainsi qu'un producteur de cinéma.

## Filmographie partielle

### Comme producteur
- 1948 : Ange en exil (Angel in Exile) d'Allan Dwan
- 1953 : Madame voulait un manteau de vison (The Lady Wants Mink) de William A. Seiter

```
*1949 Sand of iwo jima
```